# Falcimala japonica
Falcimala japonica är en fjärilsart som beskrevs av Butler 1881. Falcimala japonica ingår i släktet Falcimala och familjen nattflyn. Inga underarter finns listade i Catalogue of Life.